# Infecție

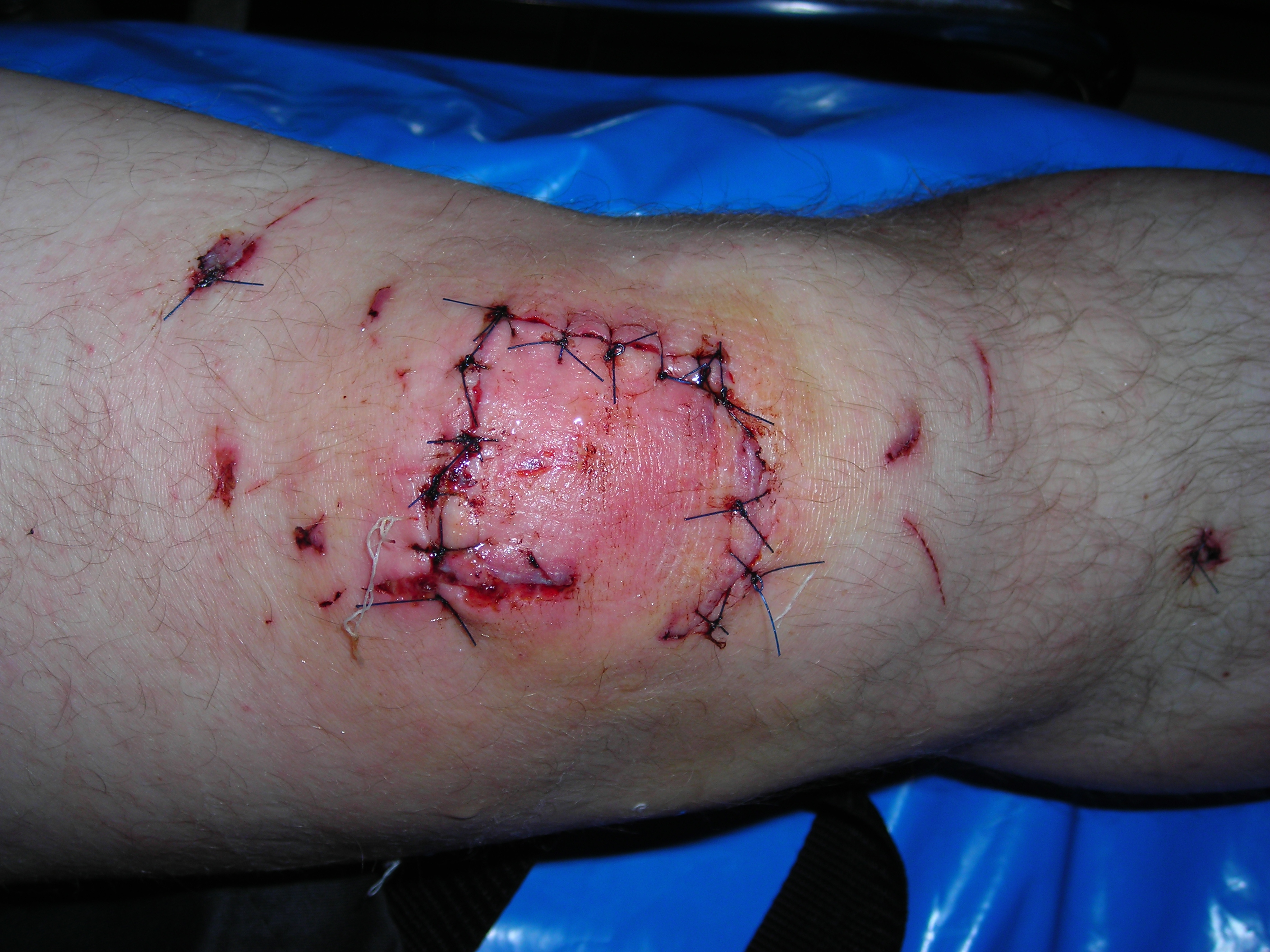

Infecție înseamnă o pătrundere activă sau pasivă a unor germeni patogeni (paraziți, microbi sau virusuri) care o dată ajunși în organism pot rămâne la locul porții de intrare, sau să ajungă în curentul sanguin. 
În cazul în care sunt numai vehiculați de sânge fără a se înmulți excesiv, această înmulțire fiind frânată de forțele de apărare ale sistemului imun, fenomenul este numit „bacteriemie” sau „viremie” în funcție de natura germenului infecțios.
În cazul unei înmulțiri excesive în sânge fenomenul este numit „septicemie” cu consecințe grave pentru organismul infectat.
Ca un efect al echilibrului dintre patogenitatea sau virulența agentului infecțios și intensitatea reacției de apărare a organismului gazdă, infecția se poate exterioriza doar cu simptome șterse și boala infecțioasă din punct de vedere clinic nu este observabilă ca boala infecțioasă, sau în cazul unui agent virulent apar semnele de boală, în care caz va trebui de cele mai multe ori să fie tratată.
Bolile comune omului și animalelor sunt numite zoonoze, acestea putând fi transmise de la animal la om printr-un simplu contact, pe cale aerogenă, prin înțepături a unor insecte, prin rozătoare ca și de acarieni paraziți, precum și pe cale digestivă prin alimentele consumate de natură animală, provenite de la animale bolnave.
Procesul de pătrundere în organism a unor paraziți patogeni se numește infestație.

### Exemple de diferiți agenți infecțioși
După etiologie agentul patogen poate fi:
- Virus
- Virusoid
- Bacterie
- Prion
- Protozoar
- Vierme în intestin sau diferite organe
- Parazit
- Ciupercă (micet)